# Tina Willms
Tina Willms (* 26. Februar 1963 in Westrhauderfehn) ist eine deutsche evangelische Theologin und Schriftstellerin.

## Leben und Wirken
Tina Willms wuchs in Ostfriesland auf. Nach dem Abitur arbeitete sie ein Jahr lang in einer diakonischen Einrichtung in Bielefeld-Bethel, um dann Theologie in Bethel und Heidelberg zu studieren. Im Anschluss an ihr Gemeindevikariat in Northeim absolvierte sie ein Spezialvikariat für Leitungsaufgaben im Friederikenstift Hannover und arbeitete bis 1996 dort in der Seelsorge. Von 1996 bis 2005 war sie Gemeindepastorin in Adenstedt bei Alfeld und in Hameln.
Mittlerweile hat sie als freie Autorin bei verschiedenen Verlagen zahlreiche Bücher und Schriften veröffentlicht, von denen einige zu Bestsellern wurden. Darüber hinaus hält sie Lesungen und ist als Dozentin für Schreibseminare tätig. Sie ist außerdem Sprecherin von Morgenandachten (2005 bis 2017 für NDR 1, seit 2016 radio aktiv Hameln).

## Auszeichnungen
- 2003 Ökumenischer Predigtpreis für die beste Morgenandacht im Radio[1]

## Werke

### Bücher
- Willkommen und gesegnet, Inspirationen zur Jahreslosung und den Monatssprüchen 2022, Neukirchener Verlagsgesellschaft 2021, ISBN 978-3-7615-6808-8
- Momente, die dem Himmel gehören. Gedanken, Gedichte und Gebete für jeden Tag, Neukirchener Verlagsgesellschaft 2021, ISBN 978-3-7615-6784-5
- Erdennah – Himmelweit. Ein Jahresbegleiter zu den Wochensprüchen. Andachten, Gedichte und Gebete, Neukirchener Verlagsgesellschaft 2014, ISBN 978-3-7615-6104-1
- Zwischen Stern und Stall. Ein Begleiter durch die Advents- und Weihnachtszeit. Andachten, Gedichte und Gebete, Neukirchener Verlagsgesellschaft 2015, ISBN 978-3-7615-6230-7
- Am Wegrand: Ein Wunder. Mit offenen Sinnen durch das Jahr, Neukirchener Verlagsgesellschaft 2016, ISBN 978-3-7615-6368-7
- Wo das Leben entspringt. Inspirationen zur Jahreslosung und den Monatssprüchen 2018, Neukirchener Verlagsgesellschaft 2017, ISBN 978-3-7615-6468-4
- Dem Frieden hinterher. Inspirationen zur Jahreslosung und den Monatssprüchen 2019, Neukirchener Verlagsgesellschaft 2018, ISBN 978-3-7615-6547-6
- Im Glauben: Zweifel - Im Zweifel: Glauben. Inspirationen zur Jahreslosung und den Monatssprüchen 2020, Neukirchener Verlagsgesellschaft 2019. ISBN 978-3-7615-6669-5
- Zwischen Abschied und Anfang. Ein Begleiter durch die Passions- und Osterzeit. Andachten, Gedichte und Gebete, Neukirchener Verlagsgesellschaft 2020. ISBN 978-3-7615-6702-9
- Höchste Zeit für Barmherzigkeit. Inspirationen zur Jahreslosung und den Monatssprüchen 2021, Neukirchener Verlagsgesellschaft 2020. ISBN 978-3-7615-6728-9
- Zwischen Stern und Stall. Ein Begleiter durch die Advents- und Weihnachtszeit. Andachten, Gedichte und Gebete, 4. überarbeitete und erweiterte Auflage, Neukirchener Verlagsgesellschaft 2020, ISBN 978-3-7615-6752-4

### Schriften (Auswahl)
- Aufblühen und leben. Wünsche und gute Gedanken, Verlag am Eschbach 2012, ISBN 978-3-86917-110-4
- Wie schön das klingt. Wohltuende Wünsche und gute Gedanken, Verlag am Eschbach 2013, ISBN 978-3-86917-211-8
- Einer sei an deiner Seite. Ermutigende Gedanken, Verlag am Eschbach 2014, ISBN 978-3-86917-294-1
- Mit Leben beschenkt, Agentur des Rauhen Hauses 2014, ISBN 978-3-7600-1918-5
- Wünsche, die von Herzen kommen, Agentur des Rauhen Hauses 2015, ISBN 978-3-7600-8198-4
- Vom Himmel reich gesegnet, Agentur des Rauhen Hauses 2016, ISBN 978-3-7600-1924-6
- Freude, die beflügelt, Agentur des Rauhen Hauses 2016, ISBN 978-3-7600-8516-6
- Worte, die beflügeln,  Agentur des Rauhen Hauses 2018, ISBN 978-3-7600-8517-3

### Bildbände
- Aus der Stille Kraft schöpfen, Agentur des Rauhen Hauses 2012, ISBN 978-3-7600-1539-2
- Mit Segenswünschen durch das Jahr, Thomas-Verlag Leipzig 2013, ISBN 978-3-86174-102-2
- Segen für das ganze Leben, Agentur des Rauhen Hauses 2018, ISBN 978-3-7600-1312-1
- Fenster zum Himmel. Die Kraft der Träume, Agentur des Rauhen Hauses 2020, ISBN 978-3-7600-1315-2